# Sideritis
Sideritis là một chi thực vật có hoa, gồm những loài được sử như cây thuốc. Chúng phổ biến khắp vùng Địa Trung Hải, Balkan, bán đảo Iberia và Macaronesia, nhưng có mặt ở cả Trung Âu và châu Á ôn đới.